# Restrepia guttulata
Restrepia guttulata är en orkidéart som beskrevs av John Lindley. Restrepia guttulata ingår i släktet Restrepia och familjen orkidéer. Inga underarter finns listade i Catalogue of Life.

## Bildgalleri

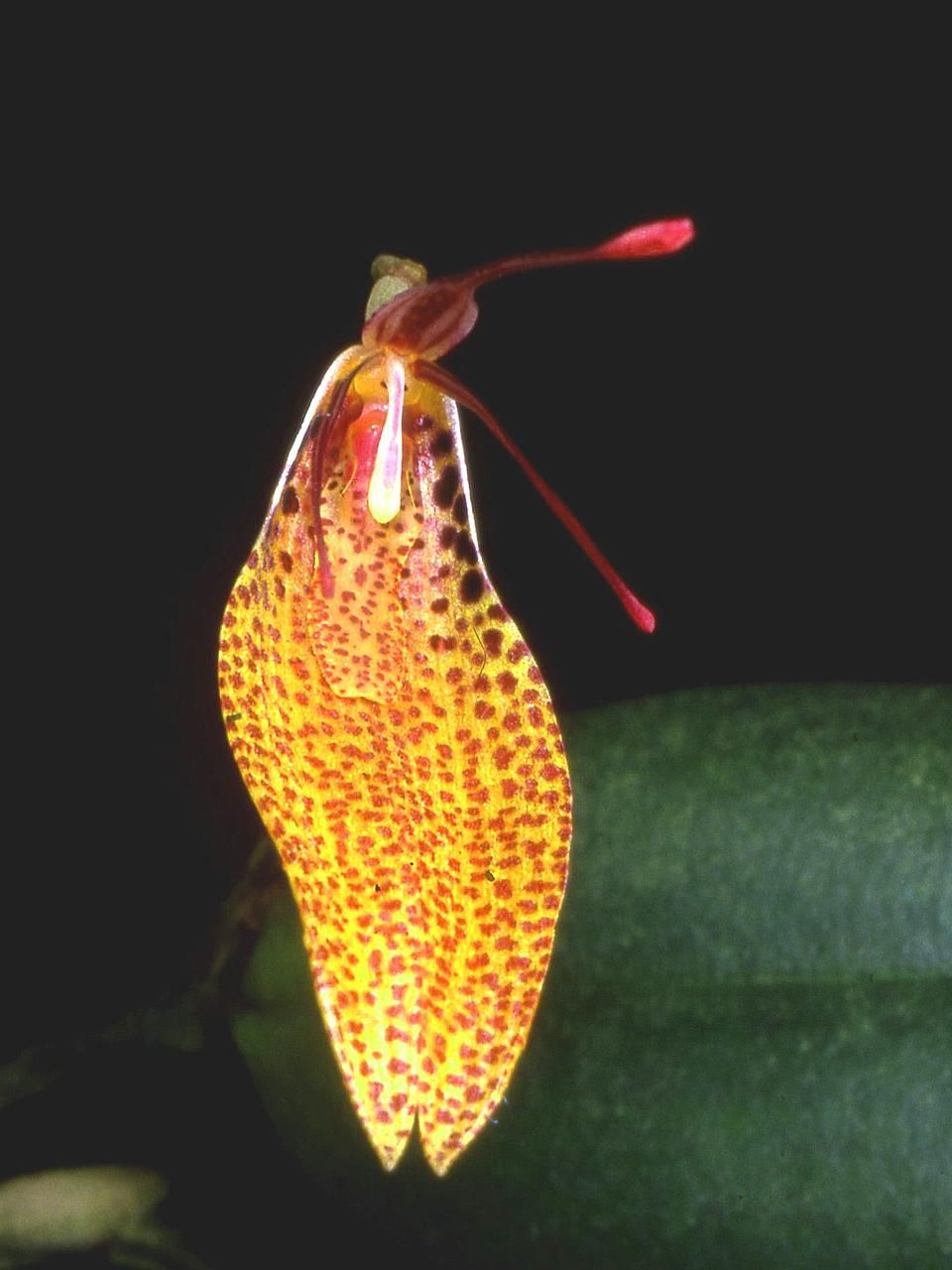